# 水球館
水球館為2012年夏季奧林匹克運動會比賽場館之一。它坐落於奧林匹克公園的東南角，倫敦水上運動中心的旁邊，倫敦奧林匹克體育場的對面。為臨時的場館，於2011年開始興建。在奧運期間會舉辦男子和女子的水球比賽。本場館有5000個座位，有一座熱身池和一座37公尺的比賽池。倫敦水上運動中心和本場館彼此相鄰，同在奧林匹克公園最擁擠的地區之一。本場館在奧運會後將被拆除，建築材料會回收再利用。